# Julia Kempken

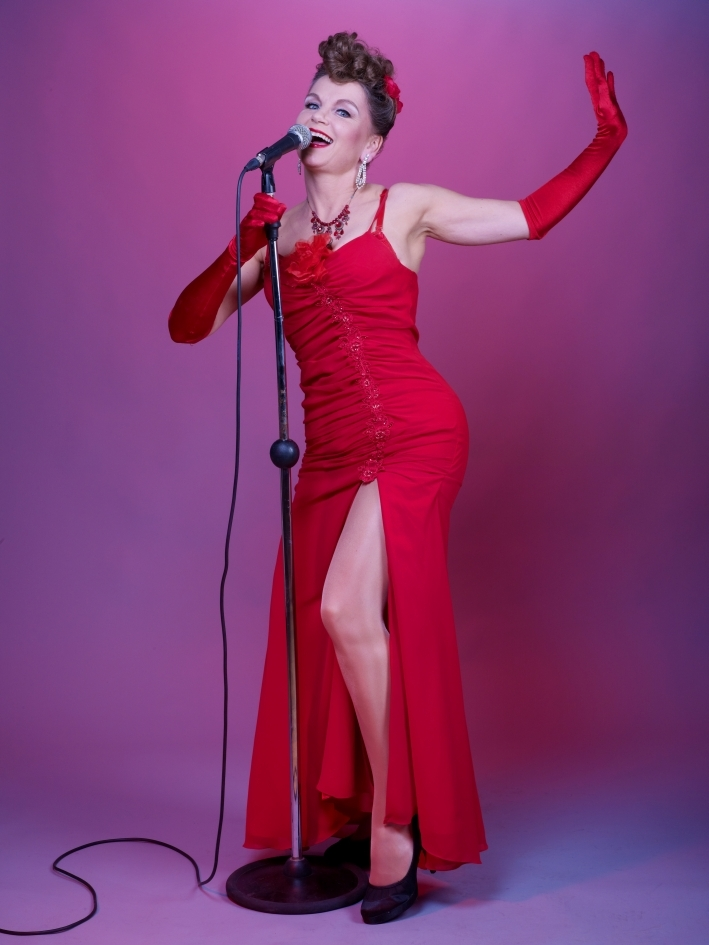
Julia Kempken (2010)

Julia Kempken (* 1960 in Oberhausen) ist eine in Tanz, Schauspiel und Gesang ausgebildete Künstlerin. Sie ist künstlerische Leiterin des Theaters rote Bühne in Nürnberg.

## Leben
Kempken wurde als Tochter des Schauspielers Helmut Kempken in Oberhausen geboren. Durch das Engagement ihres Vaters am Staatstheater in Nürnberg, wuchs sie dort auf. Im Jahr 1981 erwarb sie ihre allgemeine Hochschulreife am Pirckheimer Gymnasium in Nürnberg. Anschließend begann sie ihre Ausbildung in Tanz, Gesang und Schauspiel.
Kempken lebt in Nürnberg und betreibt die Tanzschule Tanzfabrik. Sie ist Mutter von vier Kindern. u. a. von Maria Kempken.

## Kunst
Ihre Tanzausbildung finanzierte sie sich als Straßenkünstlerin selbst. Anschließend nahm sie Schauspielunterricht und nahm an Musical-Workshops teil. Sie legte eine erfolgreiche Abschlussprüfung an der ZBF München ab und erreichte mehrere Meister- und Vizemeistertitel im Stepptanz. Sie hatte mehrere internationale Auftritte wie z. B. für das Goethe-Institut bei den olympischen Sommerspielen 1988 in Seoul. Sie lernte von Brenda Bufalino, Josh Hilberman, Carnell Lyons und Sam Weber. Neben zahlreichen Engagements an Stadt- und Staatstheatern und Kollaborationen mit Künstlerkollegen wie Oliver Tissot, Bernd Regenauer, Stefan Grasse und Silvia Plankl war sie im Funk- und Fernsehbereich tätig. Eigene Bühnenproduktionen gehören zu ihrem Haupt-Arbeitsgebiet. Das musikalische Genre, auf das sie sich spezialisiert hat, ist der Jazz der 1920er bis 1940er Jahre.

## Gesellschaftliches und soziales Engagement
Kempken engagiert sich unter anderem bei One Billion Rising oder Inner Wheel. Sie vergibt Sozialstipendien an Schüler der Tanzfabrik Nürnberg und ist Gründungsmitglied und erste Vorsitzende des gemeinnützigen Vereins Kulturverein rote Bühne e. V. Im Rahmen von Benefizveranstaltungen hat sie regelmäßig Auftritte.

## Eigene Programme
- 1986: The White Hot Pepper Steppers (mit Oliver Tissot)
- 1988: Solistin für das kulturelle Rahmenprogramm der BRD bei den Olympischen Spielen in Seoul
- 1991: Gründung Miss Juli K. Band
- 1994: Gründung Steptanzduos „The Rhythm Girls“ mit Tochter Maria
- 1994: Erstes Bandprogramm „Quality Street“
- 1995: Zweites Bandporgramm „Those Dancing Feet“
- 2005–2007: Erstes Soloprogramm „Komik, Erotik & Klacke-di-Klick“
- seit 2005: Abendfüllendes Duo-Programm „Das Swing Ding“ mit Hildegard Pohl
- 2008: Jazz-Show „Tick, Trick & Klack“ mit Hildegard Pohl und Yogo Pausch
- 2008/09: Step-Tanz-Comedy-Revue „Kentucky Fried Rhythm“ (mit Silvia Plankl, Igor Dier, Manfred Mildenberger und Werner Schmitt)
- 2008/09: BURLESQUE-SHOW „Königinnen der Nacht“
- seit 2009: Gründung des Tanz-Comedy-Duos „Dynamite Sisters“ (mit Silvia Plankl)
- seit 2009: Varieté-Programm „Varietätära“ (mit Silvia Plankl; Detlev Winterberg; Matthias Romir; Michael A. Tomis)
- 2009/10: BURLESQUE-SHOW „Hot Stuff“
- 2011: BURLESQUE-SHOW „That's Burlesque!“
- 2011: Zweites Soloprogramm „Lieblingslieder…Lieblingsmänner“ (Musik-Kabarett)
- 2012: BURLESQUE-SHOW „Bar Burlesque“
- 2013: „Paris in Love“ (mit dem Stefan Grasse Trio)
- 2013: BURLESQUE-SHOW „Burlesque Beauties“
- 2018: Stompin' at the Cotton Club
- 2018: … Kempinsky …
- 2019: Nürnbergs wilde 20er

## Theaterengagements
- 1992 Städtische Bühnen Nürnberg:
  - Stück: Wenn sie tanzte – Isadora Duncan (Autor: Martin Sherman); Rolle: Christine Duncan; Regie: Katja Wolff
  - Stück: Der Meister und Margarita (Autor: Michael Bulgakow); Rolle: Tamara; Regie: Hans-Jörg Utzerath
- 1992–1993 Mitteldeutsches Landestheater Wittenberg:
  - Stück: König Drosselbart (Bearbeitung Alexander May); Rolle: Prinzessin Fancy; Regie: Ellen Lerche

Premiere: 20. November 1992 in Wittenberg, anschließend Tournee durch Deutschland und Österreich
- 1994 Kleine Komödie Nürnberg (heute: Comödie Fürth):
  - Stück: In geheimer Mission (Autor: Michael Parker); Rolle: Debbie; Regie: Volker Heismann und Martin Rassau
  - Stück: Im Ferienparadies (Autoren: Michael Pertwee und John Chapman); Rolle: Eva; Regie: Volker Heismann und Martin Rassau
- 1994 E.T.A. Hoffmann Theater Bamberg:
  - Stück: Befana und der Weihnachtsengel (Autor: Rainer Lewandowski); Rolle: Bimmel
- 1995:
  - Stück: The Story of Frank Randle (Rocktheater); Produktion und Komposition von Kevin Coyne; Rolle: Julia, the wife of Frank Randle
- 1998–1999 Dehnberger Hoftheater:
  - in Co-Produktion mit dem Theater Erlangen: Stück: Letzter Wille (Autor: Fitzgerald Kusz); Rolle: Sigi Wolz; Regie: Hartmut Baum
- 2000–2002 Stadttheater Fürth:
  - Stück: Metzgerei Boggnsagg (Autor: Bernd Regenauer); Rolle: Valerie Dupont; Regie: Bernd Regenauer
- 2009 Staatstheater Nürnberg:
  - Stück: Schweig Bub! (Autor: Fitzgerald Kusz); Rolle: Hannelore; Regie: Friedrich Schirmer, Herbert Lehner
- 2010–2012 Rote Bühne, Nürnberg:
  - Stück: Weiter nix wie bloß leem! (Autor: Fitzgerald Kusz, Liedtexte: Helmut Haberkamm); Rolle: diverse; Regie: Michaela Domes
- 2011 – heute Stadttheater Fürth:
  - Stück: Metzgerei Boggnsagg „Hirn Reloaded“ (Autor: Bernd Regenauer); Rollen: Valerie Dupont, Clarissa Taubertal; Regie: Jürg Schlachter

## Funk und Fernsehen
- 1993 Tätigkeit als Sprecherin für Rundfunkwerbespots in Nürnberg und Ansbach
- 1999 Bayerischer Rundfunk München: Verfilmung des Bühnenstückes Letzter Wille von Fitzgerald Kusz; Rolle: Sigi Wolz; Regie: Klaus Petsch
- 2000–2002 Antenne Bayern: Hörspiel: Metzgerei Boggnsagg (Autor: Bernd Regenauer); Rolle: Valerie Dupont; Regie: Bernd Regenauer
- 2002 Bayerischer Rundfunk: Aufzeichnung des Theaterstücks Metzgerei Boggnsagg
- 2012 bis dato Antenne Bayern: Hörspiel: Metzgerei Boggnsagg (Autor: Bernd Regenauer); Rolle: Clarissa Taubertal; Regie: Bernd Regenauer

## Diskografie

### Soloalben
- 2014: Lieblingslieder-Lieblingsmänner, XOLO Music

### Mitwirkung/Sampler
- 2001: Tierra del Sur, XOLO Music
- 2004: Para um Sorriso, XOLO Music
- 2012: Gidderbarri, Ars Vivendi